# غراهام لورانس
غراهام لورانس (بالإنجليزية: Graham Lawrence) هو مجدف نيوزيلندي، ولد في القرن العشرين.